# 施特利山
46°50′09.9″N 9°45′56.3″E / 46.836083°N 9.765639°E
施特利山（Stelli），是瑞士的山峰，位於該國東南部，由格勞賓登州負責管轄，屬於普萊蘇爾阿爾卑斯山脈的一部分，海拔高度2,622米，每年平均降雨量1,729毫米。